# Союз 34
Союз 34 е съветски пилотиран космически кораб, който излита без екипаж в Космоса и прибира на Земята третата дълговременна експедиция на орбиталната станция Салют-6.

## Екипажи

### При старта
- Без екипаж

### При приземяването
- Владимир Ляхов – командир
- Валерий Рюмин – бординженер

## Параметри на мисията
- Маса: 6800 кг
- Перигей: 199 (358,6) km
- Апогей: 271,5 (371,4) km
- Наклон на орбитата: 51,63°
- Период: 88,91 (91,65) мин

## Програма
Корабът „Союз 34“ е изстрелян към орбиталната станция „Салют-6“ за смяна на кораба Союз 32, с който пристига екипажа на станцията — Владимир Ляхов и Валерий Рюмин. След инцидента с кораба Союз 33, който първоначално трябвало да замени „Союз 32“, и предположението, че може да има същите дефекти, е решено да не се рискува. „Союз 32“ се приземява успешно, натоварен с част от резултатите от проведените експерименти. На следващия ден корабът „Союз 34“ е прехвърлен от кърмовия на предния скачващ възел, за да освободи място за скачване на транспортни кораби Прогрес. По време на полета са посрещнати и разтоварени три кораба („Прогрес-5,-6 и -7“).
По време на полета екипажът извършва извънпланово излизане в открития космос, където откачат от конструкцията на станцията антената на космическия радиотелескоп КРТ-10.
При приземяването си третият дълговременен екипаж на станцията поставя нов световен рекорд по продължителност на престоя в космоса – над 175 денонощия.

### Космическа разходка
| № | Участници                    | Начало                   | Край                     | Продължителност   |
| - | ---------------------------- | ------------------------ | ------------------------ | ----------------- |
| 1 | Валерий Рюмин Владимир Ляхов | 15 август 1979 14:16 UTC | 15 август 1979 15:39 UTC | 1 час и 23 минути |